# Contea di Harvey (Australia)
La contea di Harvey è una delle dodici Local Government Areas che si trovano nella regione di South West, in Australia Occidentale. Essa si estende su di una superficie di circa 1.766 chilometri quadrati ed ha una popolazione di 21.317 abitanti.